# FuelPHP
FuelPHP は、PHP 5で書かれたオープンソースのHMVCパターンを用いるWebアプリケーションフレームワークである。MIT Licenseで提供されている。

## 歴史
FuelPHPプロジェクトは、2010年10月に開始した。
FuelPHPの主要な貢献者は、Jelmer Schreuder、Dan Horrigan、Harro Verton、Philip Sturgeon、Frank de Jongeである。
Philip SturgeonとDan Horriganは、CodeIgniter frameworkの貢献者である。
FuelPHP (FuelPHP 1.0) の最初のバージョンは、Fuel というGitHubのリポジトリの下に開発された。FuelPHPという名前のGitHubのリポジトリは第二版 (FuelPHP 2.0) の開発のために作成された。

### メジャーリリース
| バージョン | リリース日     |
| ---------- | -------------- |
| 1.0.1      | 2011年8月23日  |
| 1.1        | 2011年12月13日 |
| 1.2        | 2012年6月3日   |
| 1.3        | 2012年9月9日   |
| 1.4        | 2012年11月9日  |
| 1.5        | 2013年1月20日  |
| 1.6        | 2013年5月3日   |
| 1.7        | 2013年10月13日 |
| 1.8        | 2016年4月9日   |
| 2.0        | No date set,   |

## プロジェクトガイドライン
- 他のフレームワークから得られたベストアイデアに基づいて構築[17]。

- フレームワークは強力な機能を提供し、簡単に動作する必要があり、それは軽量なコードベースで作成される。

- コミュニティの開発者の意見を考慮[18][19]。

## 特徴
- FuelPHP(1.8.2)は PHP 5.4以上で動作しPHP7.3互換とうたわれているが、一部のモジュールがPHP 5.6以上のバージョンを要求する。[20][21]

- カスケードファイルシステム（Kohanaの影響を受けたもの）: ディレクトリ構造は、部分的にclassesで使用されるnamespacesに基づく。

- 柔軟性: コアフレームワークのほぼすべてのコンポーネントを拡張したり交換することができる[22]。

- モジュール性: アプリケーションをモジュールに分割することができる[23]。

- 拡張性: 追加機能をpackagesを通してフレームワークに追加することができる。

## 機能
- URLはルーティングシステムを使用。

- RESTfulな実装。

- HMVC（階層化されたMVC）な実装。

- テンプレート解析: Stags（特定のFuelPHPテンプレートエンジン）と Mustache テンプレートエンジン が含まれる[24]。

（Markdown、Smarty、Twig、Haml、Jade、Dwoo など）
- フォーム[25]やバリデーション[26]機能。

- Object Relational Mapper (ORM)[27]。

- 脆弱性保護: フレームワーク出力をエンコードし、CSRF保護、クロスサイトスクリプティング保護、入力機能をフィルタリング、SQLインジェクション防止の機能を提供している[28]。

- 認証パッケージは、認証と承認のアプリケーションの機能を構築することのできるコンポーネントのセットを提供[29][30]。

- キャッシュシステム[31]。

### ツール
- プロファイリングとデバッグ: PHP Quick Profiler を統合[32]。

- データベース移行ツール（Ruby on Railsの影響を受けたもの）

- Scaffolding （Oil package、Ruby on Railsの影響を受けたもの）

- タスク（コマンドラインから実行できる操作）

- テスト: PHPUnitを統合 （Oil package）

- FuelPHP 2.0でComposer機能をフルサポート。